# Quebrada de Escritos
Quebrada de Escritos är ett periodiskt vattendrag i Chile, på gränsen till Peru.   Det ligger i provinsen Provincia de Arica och regionen Región de Arica y Parinacota, i den norra delen av landet, 1 700 km norr om huvudstaden Santiago de Chile.